# Morphnarchus princeps
El busardo azoreño (Morphnarchus princeps), también conocido como gavilán pechinegro o gavilán príncipe, es una especie de ave falconiforme de la familia Accipitridae.
Es autóctona de Colombia, Costa Rica, Ecuador, Panamá y Perú.
Su hábitat natural son los bosques húmedos de tierras bajas y montanos.
No tiene subespecies reconocidas.